# Georg Heinrich Lux
Johann Georg Heinrich Lux (* 2. Februar 1779 in Sättelstädt (nach anderen Angaben: Mechterstädt); † 16. Januar 1861 in Ruhla) war ein deutscher Schullehrer, Organist und Komponist.

## Leben und Werk
Lux war ab 1805 Stadtkantor an der St.-Trinitatis-Kirche von Ruhla. Als Musiker war er Autodidakt, galt aber als vorzüglicher Pianist, Organist und Komponist. Er war der Vater von fünf Kindern, darunter des Komponisten Friedrich Lux.
Einem Bericht Johann Ludwig Böhners zufolge soll sich Lux 1852 ihm gegenüber als Komponist des Volksliedes Ach, wie ist’s möglich dann bekannt haben. Abgesehen von Böhners Bericht existieren dazu aber keine direkten Quellen, also insbesondere kein Autograf von Lux’ Hand. Der Zuschreibung widerspricht auch Franz Magnus Böhme, der berichtet, Lux habe ihm gegenüber die Autorschaft ausdrücklich verneint. Dass Lux der Komponist der heute verbreiteten Volksliedmelodie sein soll, steht im Widerspruch zu Friedrich Wilhelm Kückens Klavierliedvertonung von 1827. Denkbar wäre allerdings, dass eine ältere, vor 1820 aufgezeichnete Melodie auf Lux zurückgeht.

## Werke
Außer der umstrittenen Zuschreibung des Liedes Ach, wie ist’s möglich dann sind von Lux nur zwei Kompositionen erhalten:
- Polka chromatic
- Polonaise für das Pianoforte zu zwei Händen
- Eine Ruhlaer Ecossaise ist in einer Bearbeitung von Johann Ludwig Böhner überliefert[7]